# Pello
Pello (tên cũ là Turtola) là một đô thị ở Phần Lan.
Vị trí khoảng 20 km về phía bắc vòng cực, ở tỉnh Lapland và thuộc một phần của vùng Lapland. Dân số là 3,296 người (năm 2021) với diện tích là 1.865,64 km² trong đó 122,87 km² là diện tích mặt nước. Mật độ dân số là 2.6 người mỗi km².
Đây là đô thị chỉ sử dụng tiếng Phần Lan.
Pello cũng là tên một làng ở Thụy Điển, nằm đối diện bên kia sông Torne ở đô thị Övertorneå với dân số 185 người (2000).